# Mohsen Ahmed al-Aini
Mohsen Ahmed al-Aini, né le 30 octobre 1932 et mort le 25 août 2021 au Caire, est un homme d'État yéménite. Il a été Premier ministre du Yémen du Nord à cinq reprises.

## Biographie
Mohsen Ahmed al-Aini est né le 30 octobre 1932 à Bani Bahloul, dans le gouvernorat de Sanaa. Il est d'abord berger. Devenu orphelin après avoir perdu ses parents et son grand frère, il rejoint l'orphelinat puis étudie les sciences arabes et le Coran. En 1947, il fait partie de quarante jeunes envoyés étudier au Liban. Il effectue ses études universitaires à La Sorbonne puis, sur recommandation de Mohamed Mahmoud al-Zoubayri, à l'Université du Caire, où il obtient son diplôme en droit en 1959. En 1957, il rejoint le Parti Baas.
Sur les conseils du théologien Mohammed ben Salem al-Baihani, il décide d'exercer comme professeur d'éducation nationale et d'histoire à l'Institut scientifique d'Aden, devenant secrétaire général du syndicat des enseignants et membre du conseil exécutif du Congrès du travail. Après son expulsion par les autorités coloniales britanniques, il retourne au Caire et rejoint la Fédération internationale des travailleurs arabes.
En septembre 1962, il est nommé ministre des Affaires étrangères, puis, la même année, représentant permanent auprès des Nations Unies. À partir de 1963, il devient ambassadeur aux États-Unis, en Union soviétique, en France, au Royaume-Uni, puis en Allemagne de l'Ouest. Il redevient ensuite ministre des Affaires étrangères en 1965.
Il est par la suite Premier ministre du Yémen du Nord à cinq reprises. Il est ainsi nommé à ce poste en 1967, en 1969, de 1970 à 1971, période au cours de laquelle il est également ministre des Affaires étrangères et participe aux négociations avec le camp royaliste pour mettre fin à la guerre civile du Yémen du Nord. Il redevient Premier ministre de 1971 à 1972, année au cours de laquelle il signe les accords du Caire avec la République démocratique populaire du Yémen, et de 1974 à 1975. Il rejoint l'Union yéménite en 1973.
En novembre 1982, alors qu'il est en poste à l'ONU, son fils de 18 ans provoque un accident de la route et tue une passante à New York.
En 1997, il est nommé conseiller aux affaires politiques et vice-président du Conseil consultatif.
Il rédige ses mémoires en 2004. Il meurt le 25 août 2021 au Caire.